# Argyrosomus hololepidotus
Argyrosomus hololepidotus és una espècie de peix de la família dels esciènids i de l'ordre dels perciformes.

## Morfologia
- Els mascles poden assolir 200 cm de longitud total[5] i 71 kg de pes.[6][7]

## Alimentació
Menja peixos, crancs, gambes i cucs.

## Depredadors
A Sud-àfrica és depredat per Argyrosomus hololepidotus, Lichia amia i Arctocephalus pusillus pusillus.

## Hàbitat
És un peix de clima subtropical (13 °C-24 °C) i demersal que viu fins als 400 m de fondària.

## Distribució geogràfica
Es troba a l'Índic: Madagascar, Austràlia, l'Índia, l'Iran i Maurici.

## Observacions
És inofensiu per als humans.